# The Whispers
The Whispers is een Amerikaanse r&b-, soul- en funkzanggroep uit Los Angeles.

## Bezetting
- Nicholas Caldwell[5] (Loma Linda (Californië), 5 april 1944 - San Francisco (Californië), 5 januari 2016)
- Marcus Hutson[6] (St. Louis (Missouri), 8 januari 1943 – 23 mei 2000)
- Wallace Scott[7] (Fort Worth (Texas), 23 september 1943 - 26 juni 2025)
- Gordy Harmon[8] (tot 1971)
- Leaveil Degree[9] (New Orleans (Louisiana), 31 juli 1948): sinds 1971
- Grady Wilkins[10]
- Melvin Coleman[11] (basgitaar)

## Geschiedenis
Ten laatste in 1963 richtten de tweelingbroers Scott, Caldwell, Hutson en Harmon in Watts een zangkwintet op. Ze traden, aanvankelijk nog onder een andere naam, in Los Angeles op als straatmuzikanten en speelden in nachtclubs in de San Francisco Bay Area. In 1964 trokken zij de aandacht van een platenproducent. Ze kregen hun eerste platencontract en noemden zich sindsdien The Whispers.
De nummers van het combo werden onder andere beïnvloed door de publicaties van Nat King Cole, The Hi-Lo's en The Temptations. Samen met de laatsten mochten ze in 1964 hun eerste grote concert betwisten. Hun eerste singles As I Sit Here en The Dip verschenen in 1965. Een waarderingssucces werd The Time Will Come uit 1969. Een jaar later lukte met Seems Like I Gotta Do Wrong de eerste keer de sprong in de top 50 van de Billboard Hot 100. Somebody Loves You (1973), A Mother for My Children (1974), One for the Money (1976) en Make It with You (1977) bereikten lage klasseringen in de hitlijst.
In 1980 volgde And the Beat Goes On, dat in de Verenigde Staten de 19e plaats, in Duitsland de 20e plaats in in het Verenigd Koninkrijk zelfs de 2e plaats haalde. Het album The Whispers bereikte in de Verenigde Staten de 6e plaats. Harmon speelde toen al lang niet meer mee. Hij werd begin jaren 1970 vervangen door Laeveil Degree, die afkomstig was van de soulgroep Friends of Distinction.
Lady en My Girl waren de hits in 1980. In 1981 lukte met It's a Love Thing de sprong in de Britse (#9) en Amerikaanse hitlijst (#28). Korte tijd later had de groep met I Can Make It Better een verdere hit in het Verenigd Koninkrijk (#44). This Time (VK, #81) en Tonight (VS, #84) bereikten in 1983 lage klasseringen.
In 1985 hadden The Whispers hoofdzakelijk in het Verenigd Koninkrijk succes, waar Contagious (#56) en Some Kinda Lover (#91) zich konden plaatsen. Met enkele gastmuzikanten volgde in 1986 het album Just Gets Better with Time. Het nummer Rock Steady van dit album haalde de Amerikaanse (#7) en de Britse hitlijst (#81). De opvolgende single Special FX (VK, #69) en No Pain No Gain (VK, #81) vervolgden de lange reeks Whispers-hits. Begin jaren 1990 verliet Hutson om gezondheidsredenen de groep. In hetzelfde jaar werd Innocent (#55) de laatste single-hit van The Whispers
In 2000 overleed Marcus Hutson na een lang ziekbed. De overige leden besloten om Hutson niet te vervangen door een nieuw lid. Voortaan speelden de broers Scott, Caldwel en Degree als kwartet. Kort voor aanvang van een nieuwe tournee overleed Nicolas Caldwell op 5 januari 2016 op 71-jarige leeftijd aan hartfalen.
Ondanks sindsdien uitblijvende hitsuccessen had de groep wereldwijd altijd nog een grote fanschare. The Whispers gaan tot heden op tournees en produceren nieuwe cd's, zoals For Your Ears Only (2006). Met de jaren is de sound van de groep souliger en rustiger geworden, onmiskenbaar blijft echter de typische meerstemmige zang als kenmerk. Met meer dan 40 jaar in de muziekbusiness behoren The Whispers tot de oudste soulgroepen van de Verenigde Staten.

## Onderscheidingen
In 2003 werden The Whispers opgenomen in de Vocal Group Hall of Fame.

## Discografie

### Studioalbums
- 1972: The Whispers' Love Story
- 1973: Life and Breath
- 1973: Planets of Life (al in 1969 als The Whispers verschenen)
  - 1980: uitgebracht als I Can Remember
- 1974: Bingo (US) / Whispers Gettin' Louder (UK)
- 1976: One for the Money
- 1977: Open Up Your Love
- 1978: Headlights
- 1979: Whisper in Your Ear
- 1979: Happy Holidays to You
- 1979: The Whispers
- 1981: Imagination
- 1981: This Kind of Lovin'
- 1982: Love Is Where You Find It
- 1983: Love for Love
- 1984: So Good
- 1984: Grady Wilkins
- 1987: Just Gets Better with Time
- 1990: More of the Night
- 1994: Christmas Moments
- 1995: Toast to the Ladies
- 1997: Songbook Volume One – The Songs of Babyface
- 2006: For Your Ears Only
- 2009: Thankful

## Hitnoteringen

### Singles
| Single met eventuele hitnotering(en) in de Nederlandse Top 40 | Datum van verschijnen | Datum van binnenkomst | Hoogste positie | Aantal weken | Opmerkingen |
| ------------------------------------------------------------- | --------------------- | --------------------- | --------------- | ------------ | ----------- |
| And the Beat Goes On                                          | 1980                  | 16-02-1980            | 26              | 5            |             |
| It's a Love Thing                                             | 1981                  | 07-02-1981            | 5               | 10           |             |
| Rock Steady                                                   | 1987                  | 23-05-1987            | tip7            | 7            |             |

| Single met hitnotering(en) in de Vlaamse Ultratop 50 | Datum van verschijnen | Datum van binnenkomst | Hoogste positie | Aantal weken | Opmerkingen |
| ---------------------------------------------------- | --------------------- | --------------------- | --------------- | ------------ | ----------- |
| And the Beat Goes On                                 | 1980                  | 22-03-1980            | 30              | 1            |             |
| It's a Love Thing                                    | 1981                  | 21-02-1981            | 9               | 13           |             |
| And the Beat Goes On '87                             | 1987                  | 11-07-1987            | 26              | 1            |             |